# DeWitt, Illinois
DeWitt là một làng thuộc quận DeWitt, tiểu bang Illinois, Hoa Kỳ. Năm 2010, dân số của làng này là 184 người.

## Dân số
Dân số qua các năm:
- Năm 2000: 188 người.
- Năm 2010: 184 người.